# База данных на основе цепочки блоков
База данных на основе цепочки блоков представляет собой комбинацию традиционной базы данных и распределённой базы данных, где данные обрабатываются и записываются через интерфейс базы данных (также известный как интерфейс вычислений), поддерживаемый несколькими уровнями блокчейнов (цепочек блоков). Сама база данных предоставляется в виде зашифрованного/неизменяемого реестра, что делает информацию открытой для всех.

## Концепция
В действительности база данных на основе цепочки блоков по сути не имеет возможности запросов по сравнению с традиционной базой данных, а при удвоении количества узлов сетевой трафик увеличивается в четыре раза без улучшения пропускной способности, задержки или ёмкости. Чтобы преодолеть эти недостатки, более осуществимо взять традиционную базу данных и добавить к ней функции цепочки блоков. Так появилась концепция базы данных на основе цепочки блоков, которая состоит из нескольких облаков-участников, работающих на двух основных уровнях: первый — это интерфейс базы данных, а второй — привязка цепочки блоков. Идея концепции базы данных на основе цепочки блоков заключается в том, чтобы дополнить функциональность и возможности баз данных SQL и NoSQL свойствами цепочки блоков: неизменностью данных, обеспечением целостности, децентрализованным управлением, византийской отказоустойчивостью и прослеживаемостью транзакций.

## Реализации
- Реляционная база данных на основе цепочки блоков — гибридная модель базы данных[8].
- База данных Graphchain — стандартная среда описания ресурса графовой базы данных, защищённая цепочкой блоков[9][10]
- В 23-й версии СУБД Oracle реализована поддержка модели базы данных на основе цепочки блоков[11].